# Mehlstiel-Täubling
Der Mehlstiel-Täubling (Russula farinipes) ist ein Pilz aus der Familie der Täublingsverwandten (Russulaceae). Es handelt sich um einen scharfen, elfenbeingelblichen Täubling, der einen auffällig zäh-elastischen Hut hat, der am Rand stark gerieft ist. Seine Lamellen sind blass cremeweiß bis gelblich. Von seinem Erscheinungsbild her ähnelt er dem Fleischroten Speise-Täubling (Russula vesca). Der ziemlich seltene Täubling wächst vor allem unter Laubbäumen auf lehmigen, mehr oder weniger kalkhaltigen Böden.

## Merkmale

### Makroskopische Merkmale
Der Hut ist blass elfenbeinfarben getönt, kann aber auch stroh-, semmelfarben oder weißgelblich (chamois) und manchmal grüngelblich gefärbt sein. Er besitzt oft rostgelbe Punkte oder Tupfen und wird zwischen drei und sieben Zentimeter breit. Bei feuchter Witterung quillt der Hut auf und die Huthaut ist ziemlich schmierig und klebrig, bei Trockenheit erscheint sie feinschuppig bis warzig rau. Die Hutmitte ist tief oder nur leicht niedergedrückt (genabelt). Der dünne Rand ist zunächst eingebogen, steht später aber ab. Er ist recht elastisch und stark gerieft bis kanneliert.
Die Lamellen sind strohgelb bis lederblass gefärbt und ebenfalls mit rostigen Flecken besetzt. Sie stehen relativ weit auseinander und sind ziemlich flach und an beiden Seiten zusammenlaufend. Außerdem sind sie sehr biegsam sowie mit kürzeren gabeligen Blättern untermischt. Bei jungen Exemplaren tränen die Lamellen. Das Sporenpulver ist reinweiß (Ia nach Romagnesi).
Der lange, zylindrische Stiel ist weiß bis strohgelblich und mit sehr feinen rostfarbenen Schüppchen bedeckt. Er wird zwischen sechs und neun Zentimeter lang und 1 bis 2,5 Zentimeter dick. An der Basis ist er oft etwas rostig und zugespitzt. Im Alter bilden sich im Inneren Kammern im Fleisch.
Das Fleisch ist unter der Huthaut gelblich gefärbt. Es riecht leicht obstartig mit einer Note des Kratzenden Kamm-Täublings (Russula recondita) und des Stink-Täublings (Russula foetens). Der Geschmack ist sehr scharf, vor allem in den Lamellen, und hält lange an. Das Hutfleisch verfärbt sich mit Eisensulfat schmutzig rosa, mit Guajak hellgrün und mit Phenol rötlichbraun.

### Mikroskopische Merkmale
Die rundlichen bis elliptischen Sporen messen 6–8 × 6–7 µm. Das Sporenornament besteht aus feinen, recht kurzen und isoliert stehenden Stacheln, die bis zu 0,5 µm hoch werden. Nur vereinzelt können sie auch kurz miteinander verbunden sein.
Die zahlreichen Hymenialzystiden sind stumpf pfriemenförmig bis spindelig. Sie tragen an ihrer Spitze mehrheitlich einen kleinen Fortsatz und färben sich alle, wenn auch nicht immer deutlich, mit Sulfobenzaldehyd oder Sulfovanillin an. Die Cheilozystiden messen 37–90 × 7–11 µm und die Pleurozystiden 57–86 × 6–12 µm.
Die Hutdeckschicht besteht aus zylindrischen, teilweise welligen und verzweigten, 3–5 µm breiten Haaren, die nur blasses, diffuses Vakuolenpigment enthalten. Dazwischen findet man große, keulige bis spindelige, 5–9 µm breite und unseptierte Pileozystiden, die an ihrer Spitze abgerundet, zugespitzt oder eingeschnürt sein können. Ihr Inhalt färbt sich teilweise (und oft nur schwach) mit Sulfobenzaldehyd grauschwarz an.

## Artabgrenzung
Der Mehlstiel-Täubling ist durch seinen hell elfenbein-ockerlichen, auffallend zäh-elastischen Hut, den obstartigen Geruch, sein rein weißes Sporenpulver, die kleinen, punktierten bis feinstacheligen Sporen und die großen Huthautzystiden eindeutig gekennzeichnet. Hinzu kommt der namensstiftende, mehlig-puderige Stiel, der im Inneren meist kammerig ausgehöhlt ist.
Sehr ähnlich kann der Blasse Täubling (Russula galochroa) sein. Ihm fehlen allerdings die Schüppchen auf dem Stiel. Deutlichstes Unterscheidungsmerkmal ist der nur in den Lamellen etwas scharfe Geschmack. Verwechslungen sind auch mit dem Stink-Täubling (Russula foetens) möglich. Dieser ist jedoch grundsätzlich größer und besitzt einen dunkleren, nicht elastischen Hut und brüchigere Lamellen.

## Ökologie
Der Mehlstiel-Täubling ist in Buchen- und Tannen- sowie seltener in Eichen-Hainbuchenwäldern und Eichen-Feldulmen-Hartholzauen zu finden. Manchmal ist er auch in Parks, Gärten und ähnlichen Biotopen anzutreffen. Dort wächst der Pilz an lichten, grasigen aber krautreichen Stellen wie beispielsweise an Rändern von Waldwegen.
Der Mehlstiel-Täubling bevorzugt frische bis leicht feuchte Böden, die arm an Nährstoffen, aber gut mit Basen und Kalk gesättigt sind. Diese können teilweise etwas abgesauert sein. So findet er sich auf gut ausgereiften bis schweren, lehmigen Braunerden und Pelosolen, die sich auf Kalken, Kalktonen oder Kalkmergeln ausgebildet haben.
Der Mehlstiel-Täubling ist ein Mykorrhiza-Pilz, der vor allem mit Rotbuchen eine Verbindung eingeht. Die Fruchtkörper werden gewöhnlich von Juli bis Ende Oktober gebildet.

## Verbreitung

Europäische Länder mit Fundnachweisen des Mehlstiel-Täublings.
Legende:
Länder mit Fundmeldungen
Länder ohne Nachweise
keine Daten
außereuropäische Länder

Der Mehlstiel-Täubling ist in Asien (Japan), Nordamerika (USA), Nordafrika (Marokko, Algerien) und Europa verbreitet. In Europa reicht das Gebiet von Frankreich und den Niederlanden im Westen bis Polen im Osten sowie von Italien und Rumänien im Süden bis Fennoskandinavien im Norden.
In Deutschland sind die Vorkommen im Süden größer als im Norden. Dennoch ist der Pilz in allen Bundesländern nachgewiesen. Im Saarland, in Teilen Baden-Württembergs und in Südbayern ist er in einigen Regionen mäßig verbreitet.

## Bedeutung
Der Mehlstiel-Täubling ist aufgrund seiner großen Schärfe ungenießbar.